# ماري سنغور باس
ماري سنغور باس (1930-2019)، واسمها بالكامل ماري-تيريز كميل سنغور باس، كانت طبيبة سنغالية ومديرة مركز حماية الأم والطفل. مثلّت باس السنغال في منظمة الأغذية والزراعة بالأمم المتحدة (الفاو) وأدارت معهد تكنولوجيا الأغذية.

## حياتها المبكرة
كانت باس ابنة أخت ليوبولد سنغور، أول رئيس لدولة السنغال. تخرجت باس في كلية الطب بباريس في 1957.

## حياتها المهنية
في 1958، تعينت باس في مستشفى بالي في كوناكري، ثم انتقلت إلى منطقة بوكي الطبية. بعد أن أقامت في غينيا لمدة عامين، عادت باس إلى السنغال، حيث كانت مسؤولة عن إدارة مركز حماية الأم والطفل. في وقت لاحق في إيطاليا، شغلت منصب الممثل الدائم للسنغال في منظمة الفاو من 1961 إلى 1966. هناك عملت جنبًا إلى جنب مع زوجها إدوارد كميل باس، سفير السنغال في إيطاليا.